# Ippocoonte (figlio di Ebalo)
Ippocoonte (in greco antico: Ἱπποκόων?, Hippokòōn) è un personaggio della mitologia greca, figlio di Ebalo re di Sparta e della ninfa Batea.
Ebbe come fratelli Icario e Tindaro che nella Biblioteca di Apollodoro sono citati come figli di Ebalo e Bateia mentre Pausania cita come madre di Tindaro Gorgofone.
Tra i suoi figli ci furono Alcimo, Eurito, Lycon, Alcinous, Dorycleus, Scaeus, Enaroforo, Bucolus, Euteiches, Lycaethus, Hippothous, Tebrus, Hippocorystes, Dorceus, Sebrus, Eumedes, Enesimo, Alconte e Leucippo e di cui gli ultimi tre parteciparono alla caccia al cinghiale calidonio. 

Diodoro Siculo scrive che i figli furono venti ma non ne cita i nomi.

## Mitologia
Quando il padre (Ebalo) morì, il regno passò a suo fratello Tindaro ma Ippoconte, con l'aiuto dei propri figli rovesciò il nuovo re prendendo il trono per sé e cacciando sia Tindaro che Icario.
Dopo la morte di Ifito, Ippocoonte rifiutò di purificare Eracle suscitandone l'ostilità, così Eracle lo uccise e rimise sul trono Tindaro. Eracle uccise anche tutti i suoi figli, che in precedenza avevano ucciso Eono, che si era difeso dall'aggressione di un loro cane uccidendolo.
I suoi nemici nella guerra contro Eracle, furono Cefeo di Arcadia ed i suoi venti figli che secondo Apollodoro morirono tutti, mentre secondo Diodoro Siculo ne sopravvissero solo tre. 

Nella guerra, Eracle convolse anche suo fratello Ificlo, che morì in un duello.
Igino invece, cita Ippocoonte fra i partecipanti alla caccia al cinghiale di Calidone, mentre Ovidio dice che furono della spedizione «i guerrieri che Ippocoonte aveva inviato dall'antica Amicle» («quos Hippocoon antiquis misit Amyclis») e tra questi figura suo figlio Enesimo, ucciso dalla belva mentre tenta di fuggire spaventato.